# Built in System (Live from New York)
Built in System (Live from New York) ist ein Jazzalbum von Chien Chien Lu. Die im Januar 2023 im Hunter College, New York City entstandenen Aufnahmen erschienen 2023 auf dem Label Giant Steps Art.

## Hintergrund
Die Vibraphonistin Chien Chien Lu leitet ihr Quartett aus dem Trompeter Jeremy Pelt, dem Bassisten Richie Goods und dem Schlagzeuger Allan Mednard in diesem Mitschnitt vom Hunter College im Januar 2023. Lu hat alle acht Kompositionen des Albums geschrieben. Thematisch würden sie sich auf drei zentrale Themen beziehen: Schicksal („bestimmte Aspekte des Lebens sind vorbestimmt, je nachdem, wo wir leben und wen wir treffen“), Umzug (im Sinne von „neue Menschen kennenlernen und anderen Ideen ausgesetzt werden“) und drittens kulturelles Erbe.

## Titelliste
- Chien Chien Lu: Built in System (Live from New York) (Giant Steps Art)

1. Boulanger's Variation 7:44
2. Hsiu Chin 7:23
3. Träumerei 6:36
4. Chun Yi 7:22
5. Special Things 5:07
6. Percussion Songs (The Wheel of Fate) 3:40
7. Just Listen 5:09
8. Full Moonlight 4:39

Die Kompositionen stammen von Chien Chien Lu.

## Rezeption
In der Tat handle es sich um eine eng verbundene Gruppe, die oft zusammen spielt, da alle drei auch auf Lus Debütaufnahme „The Path“ aus dem Jahr 2020 zu hören waren, außerdem Lu und Richie Goods 2022 ein Duo-Album namens Connected herausbrachten, schrieb Jim Hynes in Making a Scene. Sie bezeichnet dies als ihr „eingebautes System“. Lu als Bandleaderin fungiere jedoch oft hauptsächlich als Rhythmusspielerin und würde die Rolle einer Gitarristin oder Pianistin übernehmen, außer bei den beiden Trio-Darbietungen, bei denen sie offensichtlich die Hauptstimme bilde. Mit farbenfrohen Passagen liefere Lus Quartett einen starken Auftritt ab.